# Чемпионат Чили по волейболу среди мужчин
Чемпионат Чили по волейболу среди мужчин — ежегодное соревнование мужских волейбольных команд Чили. 
Соревнования проводятся трёх дивизионах — сериях А1, А2 и А3. С 2004 организатором является Волейбольная лига Чили (Liga Chilena de Voleibol — LCV), являющаяся структурным подразделением Федерации волейбола Чили (Federacion del Voleibol Chile — FEVOCHI).    

## Формула соревнований
Чемпионат 2024 проходил в ноябре 2024—январе 2025 в два этапа — предварительный и плей-офф. На предварительной стадии 10 команд играли в два круга. 8 лучших вышли в плей-офф и далее определили двух финалистов, разыгравших первенство. Серии плей-офф состояли из двух матчей (в случае равенства побед победителем в паре выходила команда, набравшая большее количество очков, пр равенстве и этого показателя был предусмотрел «золотой» сет).
В чемпионате участвовали 10 команд: «Мурано» (Сантьяго), «Линарес», «Эксельсиор» (Сантьяго), «Стадио Итальяно» (Сантьяго), «Универсидад де Консепьсон» (Консепсьон), «Мурано Консепсьон» (Консепсьон), «Сада» (Сантьяго), «Универсидад Католика» (Сантьяго), «Манкеуэ» (Витакура), молодёжная сборная Чили. Чемпионский титул выиграла команда «Мурано», победившая в финале «Линарес» 3:0, 2:3. 3-е место занял «Эксельсиор».
За победы со счётом 3:0 и 3:1 команды получали по 3 очка, за победу 3:2 — 2, за поражение 2:3 — 1 очко, за поражения 0:3 и 1:3 очки не начислялись. 

## Чемпионы LCV
- 2004 «Универсидад Католика» Сантьяго
- 2005 «Винья-дель-Мар»
- 2006 «Винья-дель-Мар»
- 2007 «Винья-дель-Мар»
- 2008 «Линарес»
- 2009 «Линарес»
- 2010 «Универсидад Католика» Сантьяго
- 2011 «Линарес»
- 2012 «Универсидад Католика» Сантьяго
- 2013 «Линарес»
- 2014 «Линарес»
- 2015 «Линарес»
- 2016 «Линарес»
- 2017 «Томас Морус» Сантьяго
- 2018 «Линарес»
- 2019 «Линарес»
- 2020 чемпионат отменён
- 2021 «Эксельсир» Сантьяго
- 2022 «Мурано» Сантьяго
- 2023 «Мурано» Сантьяго
- 2024 «Мурано» Сантьяго